# F57 (Paralympics)
F57 ist eine Startklasse der paralympischen Sportarten für Sportler in der Leichtathletik. Die Zugehörigkeit von Sportlern zur Startklasse ist wie folgt skizziert:
„Beeinträchtigung der Muskelkraft oder der passiven Beweglichkeit. Athleten haben ein 'gutes' und ein 'schlechtes' Bein. Gute Funktion der Hüften, des Rumpfes und der Arme. Gute Beweglichkeit vorwärts und rückwärts auf einer Beinseite. Kann ohne Hilfsmittel aufstehen und gehen.“
Die Klasseneinteilung kennzeichnet den wettbewerbsrelevanten Grad der funktionellen Behinderung eines Sportlers. Leichtathleten in den Klassen T51–T54 und F51–F57 gehören zu den Athleten mit: „Beeinträchtigung der Muskelkraft oder der passiven Beweglichkeit. (Querschnittlähmung, Kinderlähmung, sonstige Muskelschwäche, Amputation, Fehlwuchs von Gliedern und Gleichgestellte)“. Niedrige Klassenziffern zeigen einen höheren Grad der Beeinträchtigung an als hohe Klassenziffern. Alle Sportler starten sitzend im Rollstuhl oder Wurfstuhl. Der Grad der Beeinträchtigung des Sportlers in Wettbewerben erhöht sich mit sinkenden/niedrigen Klassenziffern von F57 nach F51.
Die Klasse F57 enthält Athleten mit einem breiten Spektrum an Beeinträchtigungen, die alle auf ein Bein bezogen sind:
- einseitig unter- oder oberschenkelamputierte Athleten oder solche mit einem verkürzten Bein,
- Muskelschwäche und reduzierte Muskelfunktionen in einem Bein (z. B. als Folgen von Polio),
- Bein mit fehlender Gelenkfunktion im Knie,
- diesen Beeinträchtigungen Gleichgestellte.

Für die Athleten gelten folgende Bedingungen:
- einseitig beeinträchtigte Athleten, die auch in F42 und F44 startberechtigt wären, dürften unter Verzicht auf Hilfsmittel (Prothesen) auch in F57 starten,
- keine Nutzung von sonstigen Hilfsmitteln zur Behebung der körperlichen Beeinträchtigung,
- es wird sitzend gestartet.

Frühere Klasseneinteilungen der paralympischen Sportarten enthielten auch eine Klasse F58, die gegenüber F57 weiter abgeschwächte Beeinträchtigungen enthielt, die aber denen der Klasse F57 und F56 zu ähnlich erschien. Eine Klasse T57 existiert nicht.